# Brick for stone
Brick for stone è un romanzo di genere thriller scritto da Alessandro Barbero. Ispirandosi a fatti reali e rimaneggiandoli in parte a fini narrativi, racconta un'indagine per terrorismo condotta dall'agente Harvey Sonnenfeld a New York, nei mesi che precedono gli attentati dell'11 settembre 2001.

## Titolo
Il titolo del romanzo è ispirato ad una citazione biblica nella versione di re Giacomo, relativa alla costruzione della Torre di Babele e integralmente riportata prima dell'inizio della narrazione. Il passo specifico recita:

## Trama
New York, estate 2001. L'agente della CIA Harvey Sonnenfeld è stato trasferito in città da Langley: forse i suoi capi volevano toglierselo di torno per un po', o forse sperano che riesca davvero ad ottenere qualche risultato nella nebulosa indagine che gli è stata affidata. Sono circolate voci su di un possibile attentato, progettato a Manhattan da terroristi arabi, ma non si sa nulla di più. Per tentare di fare luce sulla questione, Sonnenfeld arruola alcuni collaboratori civili: tipi bizzarri, tanto che in breve tempo i colleghi iniziano ironicamente a parlare del "Circo dei Mostri di Sonnenfeld". C'è Grigorij Kozlov, un ingegnere ex sovietico esperto di guerra batteriologica, omosessuale e depresso; e c'è Bobby Fischer, l'eccentrico ex campione di scacchi a cui Sonnenfeld ha promesso la risoluzione di alcuni guai giudiziari in cambio della sua capacità di immaginare scenari imprevedibili. A loro si unisce poi il professor Koselleck: in passato è stato accusato di stalking nei confronti della ex moglie, ma è anche un valente linguista, esperto di imprecazioni, graffiti osceni, insulti antichi e moderni. Ed è proprio il professore a trovare una prima traccia che, per quanto piccola, sembra interessante: un messaggio scritto all' interno di un vagone della metropolitana che allude alla necessità di "colpire le torri". Sonnenfeld ne deduce che l'atteso attentato potrebbe riguardare le Torri Gemelle del World Trade Center, già colpite nel 1992. 
Mentre i suoi collaboratori fronteggiano una nutrita serie di problemi personali, l'agente inizia quindi a valutare i vari scenari a disposizione dei terroristi per attaccare gli edifici: l'uso di un mezzo pesante, l'inquinamento degli impianti idrici o dei condizionatori, l'uso di esplosivi per minare le fondamenta. Con il supporto tecnico di Kozlov, che fornisce anche calcoli precisi, Sonnenfeld è però costretto a scartare una dopo l'altra tutte le possibilità; persino l'esplosivo alla base non sarebbe sufficiente perché le Torri hanno una struttura elastica che non poggia su di un unico punto. Dato che tale struttura è metallica, cioè soggetta a fusione, occorrerebbe piuttosto applicare a metà altezza degli edifici un enorme calore, cosicché il collasso dei piani superiori provocasse il crollo totale. Ma è difficile immaginare come i terroristi possano riuscire a portare ai piani alti delle Torri i cinquantamila litri di cherosene calcolati da Kozlov come l'innesco più efficace.
Spedito in ricognizione alla Torre Nord, mentre pranza al McDonald's del 102º piano, lo stesso Kozlov ascolta per caso parte di un'interessante conversazione: a parlare sono due uomini di colore, il più giovane si chiama Earl e in apparenza sta ricevendo dall'altro istruzioni strategiche per colpire le Torri. Informato della cosa, Sonnenfeld si mette al lavoro per cercare di identificare almeno l'uomo chiamato Earl. Dopo aver richiesto invano il supporto dell'FBI, dove l'intera situazione è stata valutata con grande scetticismo, l'agente contatta Francy Flores, il direttore del McDonald's, e gli chiede di tenere gli occhi aperti perché il locale può costituire un buon punto di osservazione per i terroristi. Qualche tempo dopo Earl torna effettivamente al fast food assieme ad altri ragazzi che attirano l'attenzione di Flores; l'uomo,  fingendo astutamente di volerli premiare per un concorso fittizio, riesce a procurare a Sonnenfeld le loro identità e i loro indirizzi. Sonnenfeld inizia a controllarli e a pedinarli, ma non sa di essere su di una pista parzialmente sbagliata. I ragazzi in realtà sono un gruppo di writer: stanno sì pensando di colpire le Torri, ma solo con un'eclatante azione dimostrativa; su una delle facciate intendono scrivere una frase capace di smuovere le coscienze e di farli entrare nella Storia, una frase dal profondo significato su cui tutti, a loro parere, saranno costretti a riflettere: All That Is Solid Melts into Air ("Tutto ciò che è solido si dissolve nell'aria").
Sonnenfeld non scopre nulla di rilevante, ma un dato fondamentale gli viene finalmente fornito da uno dei suoi collaboratori: Bobby Fischer infatti ha avuto un'idea su come i terroristi possano provocare un'esplosione a grande altezza: usando un aereo. All'indagine mancano ancora molti tasselli ma Sonnenfeld tenta ugualmente di informare il suo capo del punto che è stato raggiunto; non ottiene però l'attenzione sperata, e anzi matura il sospetto che per qualche motivo lo si voglia tenere lontano dalle Torri. Così la mattina di martedì 11 settembre raggiunge il World Trade Center e sale al 102º piano della Torre Nord; lì, dalla vetrata panoramica, avvista in cielo un puntino brillante in avvicinamento: è davvero un aereo.
Quella stessa mattina anche i membri della crew sono diretti alle Torri: Debbie, la ragazza di Earl, ha iniziato a lavorare come lavapiatti nel ristorante al 107º piano della Torre Nord e ha rubato le chiavi che danno accesso al tetto: finalmente sarà possibile fare una ricognizione sul posto. Prima che i ragazzi riescano ad entrare accade però un imprevisto: uno di loro, Bingo, viene coinvolto e ferito in uno stupido alterco; mentre si apprestano a cercare il più vicino ospedale, si ode un forte boato e la Torre Nord inizia a bruciare. Di lì a poco, a distanza di sicurezza, i ragazzi assisteranno anche al secondo schianto, comprendendo sin troppo bene che ciò che sta accadendo non è un semplice incidente.

## Personaggi
- Harvey Sonnenfeld. Agente della CIA. Robusto, metodico e tenace, si sforza di capire il mondo ma in fondo rimane scettico sulla sua capacità di riuscirci davvero. Appassionato lettore dei vecchi fumetti di Batman, negli anni ne ha raccolto l'intera collezione.
- Grigorij Arsen'evic Kozlov (detto Grišunja). Espatriato dopo il crollo dell'Unione sovietica, è un ingegnere elettronico. Vive in ristrettezze nel fatiscente appartamento dell'amante Edik, del quale è estremamente geloso. Rimane disoccupato finché Sonnenfeld non lo recluta, in virtù delle sue conoscenze sulla guerra batteriologica.
- Edik Mamonov (detto Edička). A sua volta espatriato, è un poeta incapace di adattare il proprio presunto talento ad una lingua diversa dal russo. Meno innamorato di Kozlov, spesso adotta comportamenti liberi e noncuranti che mettono a dura prova i sentimenti dell'amante.
- Bobby Fischer. Ex campione di scacchi, arrogante, misogino, razzista e antisemita; è stato arruolato da Sonnenfeld per le sue capacità immaginative e strategiche. Personaggio realmente esistito, piegato dall'autore alle proprie esigenze narrative. Alcune affermazioni che compaiono nel romanzo sono tratte da interviste o dichiarazioni da lui rilasciate nel tempo.
- Walter Koselleck. Ex professore universitario, ha baffi sale e pepe, porta gli occhiali. Un tempo era grassoccio ma è dimagrito dopo esser stato in prigione per aver inviato alla ex moglie e al suo avvocato lettere moleste interpretate come minacce di morte. L'esperienza, da lui vissuta come un'ingiustizia, lo ha incattivito. È un esperto di frasi offensive, graffiti osceni e barzellette sporche; sull'argomento stampa e pubblica a sue spese Maledicta, una rivista che esce soltanto ogni tre o quattro anni, ma alla quale sono abbonate le maggiori biblioteche mondiali.
- Earl Williams. Lavora in un negozio di piercing, ma è soprattutto il capo di una crew di writer. A volte sopravvaluta un po' la propria autorità; è molto orgoglioso ed eccitato per il progetto riguardante le Torri, ma non ha idee chiarissime sul modo di realizzarlo.
- Rammellzee. Personaggio realmente esistito che l'autore inserisce brevemente nel proprio quadro narrativo. Il suo vero nome era Stephen Piccirello (New York, 1960-2010); è stato un writer ed un artista visivo: dopo aver terminato l'attività sui treni, negli anni Ottanta passò alla scrittura su tela e su carta. La sua arte, che si basa sul valore della lettera come unità del linguaggio, ha complesse connessioni con la filosofia, la matematica, la spiritualità e si articola nel cosiddetto "Panzerismo Iconoclasta", o "Futurismo Gotico".[3]Nel romanzo è lui il secondo uomo visto e udito da Kozlov al McDonald's mentre affida ad Earl il compito di "colpire le torri" con un rivoluzionario progetto grafico.
- Debbie. La ragazza di Earl. Si dà molto da fare per dimostrare che all'interno della crew le donne valgono quanto i maschi, se non di più.
- Jason, Lee, Bingo, Ramona. Altri membri della crew. Gli ultimi due stanno insieme.
- Traci. Si è unita alla crew assieme all'amica Ramona. Da poco maggiorenne, ha una relazione segreta con Ben Campbell, un uomo sposato più grande di lei che lavora con la moglie nella Torre Sud del World Trade Center. Per Traci e Ben, paradossalmente, l'attentato costituisce il possibile accesso ad una nuova vita.
- Francy Flores. Direttore del fast food McDonald's al 102º piano della Torre Nord del World Trade Center. Tronfio e maschilista; partito dai bassifondi, è orgoglioso della posizione professionale che è riuscito a raggiungere a prezzo di molti sforzi. Non difetta di autostima ed è fiducioso nella propria capacità di dominare le cose, tuttavia il destino gli dimostrerà che non è lui il più forte.

## Struttura
Il romanzo è strutturato in tre lunghe parti con titoli in inglese, senza ulteriori divisioni in capitoli:
- I - Harvey Sonnenfeld's Freak Show
- II - Summer of Sam
- III - All That Is Solid Melts into Air

Alla narrazione oggettiva in terza persona si alternano brevi sezioni in prima persona, attribuibili alla "voce" del coordinatore dei terroristi che stanno per realizzare l'attentato.

## Edizioni
- Alessandro Barbero, Brick for stone, Collana La memoria, Sellerio editore, Palermo, 2023, pag.346 ISBN 978-88-389-4466-6